# عثمان عبدال
عثمان عبدال (بالملايوية: Othman bin Abdul)‏ هو سياسي ماليزي، ولد في 7 يوليو 1963. انتخب عضو ديوان الرعية ‏.